# Мелюн
Мелюн (на френски: Melun) – главен град на френския департамент Сен е Марн (Ил дьо Франс), на север е гората на Фонтенбло, и е 45 км на югоизток от Париж. Население – 39 500 жители (2011).

## История
Подобно на столицата на Франция, Мелюн е разположен на двата бряга на Сена, остров Сент-Етиен е посред реката и на него е построена романска църква Нотр-Дам. Той е разширен от френския крал Робер II през 1016 – 1031 години, основно обновен през XVI век, а сегашния си вид е придобил в хода на възстановителните работи през XIX век. Оттук произлиза Мелюнския диптих на Жан Фуке.
В Средните векове Мелюн, е известен още от римляните като Melodunum, служи за любима резиденция на Капетингите. Голяма част от града е разрушена по време на Втората световна война.

## Интересни факти
В покрайнините на града е съхранен един от най-добрите образци на френския барок – дворец Во-ле-Виконт.

## Галерия
- Река Сена при Мелюн
- Града
- St. Aspais quarter